# Carl Værnet
Carl Peter Værnet (ur. 28 kwietnia 1893 w Jutlandii, zm. 25 listopada 1965 w Buenos Aires) – duński lekarz endokrynolog, oficer-lekarz Waffen-SS podczas II wojny światowej.

## Życiorys
Studiował fizykę i medycynę na uniwersytecie w Kopenhadze. Studia ukończył w 1923 r. Od 1927 r. prowadził praktykę lekarską w okolicy Kopenhagi. Przeszedł kursy medyczne w Niemczech, Holandii i Francji. Specjalizował się w terapiach hormonalnych, prowadził badania naukowe w tym zakresie. Twierdził, że leczeniem hormonami może wyleczyć różne choroby, nawet raka. W 1940 r. ogłosił publicznie, że wynalazł terapię hormonalną na wyleczenie homoseksualizmu. Polegała ona na wstrzykiwaniu testosteronu do jąder pacjenta. Stała się ona popularna w tym okresie. Jednocześnie od końca lat 30. był członkiem Narodowosocjalistycznej Duńskiej Partii Robotniczej (DNSAP). Do 1943 r. nadal prowadził swoją praktykę lekarską. Zamierzał rozwinąć badania naukowe nad hormonami, ale brakowało mu pieniędzy. Wtedy zgłosił się do niego na leczenie z homoseksualizmu znany tenor operowy z Opery Berlińskiej, urodzony w Danii, Helge Rosvaenge.
Carl Værnet wykorzystał jego znajomości z czołowymi dygnitarzami III Rzeszy, nawiązując kontakt z Reichsarztem-SS Ernstem Grawitzem. Uzyskał od niego propozycję prowadzenia dalszych badań hormonalnych pod nadzorem SS. W listopadzie 1943 r. zgodził się na to Reichsführer-SS Heinrich Himmler. W grudniu tego roku C. Vaernet dostał stopień SS-Sturmbannführera, zaś pod koniec lutego 1944 r. skierowano go do pracy w firmie medycznej SS Deutsche Heilmittel GmbH w Pradze. W czerwcu tego roku po raz pierwszy przybył do obozu koncentracyjnego w Buchenwaldzie, rozpoczynając hormonalne eksperymenty medyczne na więźniach. Do grudnia odwiedzał obóz ogółem 6-krotnie. Współpracował z lekarzami obozowymi SS Gerhardem Schiedlauskym i Erwinem Dingiem. Jego eksperymenty zostały przeprowadzone na 17 mężczyznach: homoseksualistach, biseksualistach, heteroseksualistach, kryminalistach i zwykłych więźniach. Kilku z nich potem zmarło w obozie. Od jesieni współpracował w Pradze z duńskim oficerem SS i inżynierem Holgerem Windingem Christensenem. 10 lutego 1945 r. wysłał do H. Himmlera ostateczny raport opisujący skutki eksperymentów i przyszłościowe potrzeby swojego projektu badawczego. Wkrótce powrócił wraz ze swoim współpracownikiem do okupowanej Danii, gdzie za uzyskane od SS pieniądze kupili aparaturę badawczą do produkowania sztucznych hormonów. 
Po zakończeniu wojny został aresztowany i osadzony w obozie dla kolaborantów Alsgade Skole w Kopenhadze. Został oskarżony przez władze duńskie o członkostwo w SS i szpiegostwo. Przez całe śledztwo próbował zainteresować swoimi badaniami hormonalnymi zarówno Duńczyków, jak też Brytyjczyków. Prawdopodobnie nawiązał też kontakty z amerykańskimi firmami farmaceutycznymi i chemicznymi Parker, Davis & Comp. Ltd. i Du Pont. W listopadzie 1945 r. trafił do szpitala z powodu ciężkiej choroby serca, w związku z czym został zwolniony z obozu. Natomiast zarzuty przeciwko niemu zostały utrzymane. W lutym 1946 r. zwolniono go ze szpitala, po czym przyjechał na farmę swojego brata na rekonwalescencję. Istnieją podejrzenia, że wypuszczono go ze względu na naciski przyszłych zagranicznych partnerów businessowych. 
Wkrótce wyjechał do Szwecji, gdzie krótko przebywał pod fałszywym nazwiskiem, a następnie zamieszkał w Buenos Aires. Tymczasem władze duńskie otrzymały od Brytyjczyków dokumenty potwierdzające, że C. Vaernet prowadził nieludzkie eksperymenty medyczne w KZ Buchenwald. Wystąpiły do Argentyny o ekstradycję, ale została ona odrzucona. Carl Vaernet uzyskał pracę w argentyńskim ministerstwie zdrowia, utrzymując bliskie kontakty z ministrem Ramónem Carillo. Był on zainteresowany projektem hormonalnym Duńczyka, ale zabrakło pieniędzy. W tej sytuacji C. Vaernet w 1950 r. założył w Buenos Aires własną klinikę leczniczą.